# Tolokonniella
Genre
Tolokonniella est un genre d'araignées aranéomorphes de la famille des Lathyidae.

## Distribution
Les espèces de ce genre se rencontrent en écozone paléarctique.

## Liste des espèces
Selon World Spider Catalog (version 26, 11/07/2025) :
- Tolokonniella ankaraensis (Özkütük, Marusik, Elverici & Kunt, 2016)
- Tolokonniella mallorcensis (Lissner, 2018)
- Tolokonniella maura (Simon, 1911)
- Tolokonniella stigmatisata (Menge, 1869)
- Tolokonniella truncata (Danilov, 1994)

## Systématique et taxinomie
Ce genre a été décrit par Cala-Riquelme, Crews et Esposito en 2025 dans les Lathyidae.

## Étymologie
Ce genre est nommé en l'honneur de Nadejda Tolokonnikova.

## Publication originale
- Montana, Cala-Riquelme, Crews, Gorneau, Al-Jamal, Alequín, Spagna, Ballarin & Esposito, 2025 : « Tailor's drawer no more: a reappraisal of the spider family Dictynidae O. Pickard-Cambridge, 1871 sensu lato. » Zoological Journal of the Linnean Society, vol. 204, no 2, zlaf007, p. 1-97.